# Саллюстія Орбіана
Гнея Сея Гереннія Саллюстія Барбія Орбіана (*Gnaea Seia Herennia Sallustia Barbia Orbiana, д/н —після 227) — римська імператриця у 225–227, дружина Александра Севера.

## Життєпис
Походила з впливового роду. Донька Луція Сея Саллюстія Макріна, префекта преторія. У 225 році Юлія Мамея, мати імператора Александра Севера, обрала молоду дівчину як дружину синові. Втім незабаром внаслідок ревнощів Мамеї стосунки між жінками розлагодилися. Мамея побоювалася, що Орбіана зможе мати більший вплив на імператора. Тому вирішила розлучити сина. Проти цього виступив Сей Саллюстій, який у 227 році звернувся до преторіанців із закликом повалити імператора. Втім спроба заколоту провалилася: Саллюстія було страчена, а Орбіана була позбавлена титулу Августи й заслана до Африки. Подальша її доля невідома.